# Mathematica
Mathematica — проприетарная система компьютерной алгебры, широко используемая для научных, инженерных, математических расчётов. Разработана в 1988 году Стивеном Вольфрамом, дальнейшим развитием системы занята основанная им совместно с Теодором Греем компания Wolfram Research.
Оснащена как аналитическими возможностями, так и обеспечивает численные расчёты; результаты выводятся как в алфавитно-цифровом виде, так и в форме графиков. Вычислительные и аналитические функции обеспечиваются бэкендом, к которому могут подключаться различные пользовательские интерфейсы. Традиционный интерфейс, поставляющийся с системой — вычислительная записная книжка, но имеется возможность работать с бэкендом из интегрированных сред разработки, таких как Eclipse и IntelliJ IDEA; с 2002 года существует свободный инструмент JMath, обеспечивающий интерфейс командной строки к Mathematica посредством интерфейса MathLink.

## Возможности
Основные аналитические возможности:
- решение систем полиномиальных и тригонометрических уравнений и неравенств, а также трансцендентных уравнений, сводящихся к ним;
- решение рекуррентных уравнений;
- упрощение выражений;
- нахождение пределов;
- интегрирование и дифференцирование функций;
- нахождение конечных и бесконечных сумм и произведений;
- решение дифференциальных уравнений и уравнений в частных производных;
- преобразования Фурье и Лапласа, а также Z-преобразование;
- преобразование функции в ряд Тейлора, операции с рядами Тейлора: сложение, умножение, композиция, получение обратной функции;
- вейвлет-анализ.

Система также осуществляет численные расчёты: определяет значения функций (в том числе специальных) с произвольной точностью, осуществляет полиномиальную интерполяцию функции от произвольного числа аргументов по набору известных значений, рассчитывает вероятности.
Теоретико-числовые возможности — определение простого числа по его порядковому номеру, определение количества простых чисел, не превосходящих данное; дискретное преобразование Фурье; разложение числа на простые множители, нахождение НОД и НОК.
Также в систему заложены линейно-алгебраические возможности — работа с матрицами (сложение, умножение, нахождение обратной матрицы, умножение на вектор, вычисление экспоненты, взятие определителя), поиск собственных значений и собственных векторов.
Система результаты представляет как в алфавитно-цифровой форме, так и в виде графиков. В частности, реализовано построение графиков функций, в том числе параметрических кривых и поверхностей; построение геометрических фигур (ломаных, кругов, прямоугольников и других); построение и манипулирование графами. Кроме того, реализовано воспроизведение звука, график которого задаётся аналитической функцией или набором точек.
Система обеспечивает автоматическую генерацию программного кода на языке Си и его компоновку; при этом сгенерированные программы могут быть использованы автономно. Для создания, обработки и оптимизации си-кода поддерживается использование SymbolicC. Программы могут использовать внешние динамические библиотеки, в том числе поддерживается интеграция с CUDA и OpenCL.

## Язык программирования Wolfram
Wolfram — интерпретируемый язык функционального программирования, составляющий лингвистическую основу системы, позволяющий расширять её возможности; более того, система Mathematica в значительной степени написана на языке Wolfram, хотя некоторые функции, особенно относящиеся к линейной алгебре, в целях оптимизации реализованы на Си.
Язык поддерживает и процедурное программирование с применением стандартных операторов управления выполнением программы (циклы и условные переходы), и объектно-ориентированный подход, допускает отложенные вычисления. Также в системе Mathematica можно задавать правила работы с теми или иными выражениями.
Пример кода — список простых чисел выбирается блоками с помощью уровней простых чисел: 
```
In
[
1
]
 
:=
 
tm
 
=
 
2
;
 
p
 
=
 
{};
 
k
 
=
 
1
;
 
Do
[

 
Do
[
If
[
t
 
>
 
0
,
 

   
For
[
i
 
=
 
1
,
 
(
s
 
=
 
p
[[
i
]])
 
<=
 
t
 
+
 
1
,
 
i
++
,
 

    
If
[
GCD
[
k
 
-
 
s
,
 
2
 
s
 
-
 
1
]
 
!=
 
1
,
 
Goto
[
l
]]]];
 
p
 
=
 
AppendTo
[
p
,
 
k
];
 

  
Label
[
l
];
 
k
++
,
 
{
4
 
(
t
 
+
 
1
)}],
 
{
t
,
 
0
,
 
tm
}];
 
p
 
*=
 
2
;
 
p
--
;
 
p
[[
1
]]
++
;

 
p

Out
[
1
]
 
=
 
{
2
,
 
3
,
 
5
,
 
7
,
 
11
,
 
13
,
 
17
,
 
19
,
 
23
,
 
29
,
 
31
,
 
37
,
 
41
,
 
43
,
 
47
}

```

## Расширения
Для системы существуют многочисленные расширения, решающие специализированные классы задач. Например, расширение AceFEM предназначено для решения физических и математических задач методом конечных элементов, расширение Analog Insydes — для моделирования, анализа и создания электрических схем, Derivatives Expert — для анализа ценных бумаг и деривативов, Fuzzy Logic — для создания, модификации и визуализации нечётких множеств. Для решения геометрических задач существуют расширения Geometrica (геометрическая энциклопедия с возможностями точного построения геометрических объектов и проверки утверждений) и Geometry Expressions (символьная геометрия). Также как расширения реализованы кодогенераторы для C++ и Fortran 90 и интеграционные пакеты для взаимодействия с Excel и LabView.